# Stegonotus
Stegonotus är ett släkte av ormar. Stegonotus ingår i familjen snokar.
Arterna är med en längd av 150 till 300 cm medelstora till stora ormar. De förekommer i Sydostasien, inklusive Filippinerna, och fram till Nya Guinea samt Australien. Habitatet varierar beroende på population. Födan utgörs av fiskar, groddjur och grodyngel. Honor lägger ägg.
Arter enligt Catalogue of Life och The Reptile Database:
- Stegonotus admiraltiensis
- Stegonotus aruensis
- Stegonotus australis
- Stegonotus ayamaru
- Stegonotus batjanensis
- Stegonotus borneensis
- Stegonotus cucullatus
- Stegonotus derooijae
- Stegonotus diehli
- Stegonotus florensis
- Stegonotus guentheri
- Stegonotus heterurus
- Stegonotus iridis
- Stegonotus keyensis
- Stegonotus lividus
- Stegonotus melanolabiatus
- Stegonotus modestus
- Stegonotus muelleri
- Stegonotus parvus
- Stegonotus poechi
- Stegonotus reticulatus
- Stegonotus sutteri